# Comté de Noble (Ohio)
Pour les articles homonymes, voir Comté de Noble.
Le comté de Noble – en anglais : Noble County – est un des 88 comtés de l'État de l'Ohio, aux États-Unis.
Son siège est fixé à Caldwell.

## Géographie
Selon les données du Bureau du recensement des États-Unis, le comté de Noble  a une superficie de 1 048 km² (soit 405 mi²), dont 1 033 km² (soit 399 mi²) en surfaces terrestres et 14 km² (soit 6 mi²) en surfaces aquatiques.

## Géolocalisation
| Comté de Muskingum | Comté de Guernsey   | Comté de Belmont |
| Comté de Morgan    | Comté de Noble      | Comté de Monroe  |
|                    | Comté de Washington |                  |

## Démographie
Le comté était peuplé, lors du recensement de 2000, de 14 058 habitants.

## Localités

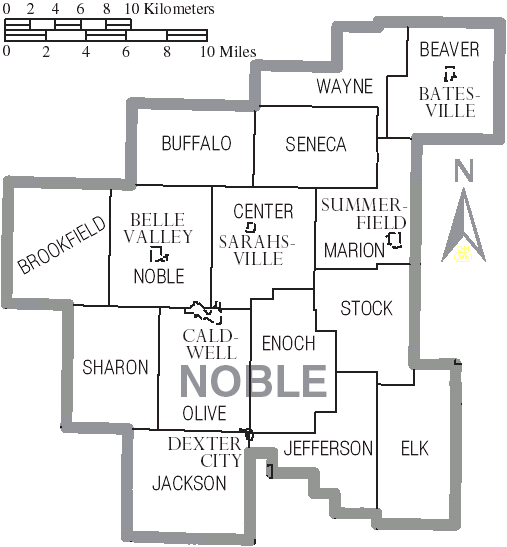
Carte des localités du comté de Noble